# Mark Proksch
Mark Proksch, född 19 juli 1978 i Onalaska, Wisconsin, är en amerikansk skådespelare.
Proksch har bland annat medverkat i TV-serierna The Office (2010–2013), Better Call Saul  (2015–2017) och What We Do in the Shadows (2019–2022).

## Filmografi (urval)
- 2010–2013 – The Office (TV-serie)
- 2015–2017 – Better Call Saul (TV-serie)
- 2019–2024 – What We Do in the Shadows (TV-serie)